# Petre Căpuștă
Petre Capusta (Sarichioi, 14 de junio de 1957) es un deportista rumano que compitió en piragüismo en la modalidad de aguas tranquilas.
Participó en los Juegos Olímpicos de Moscú 1980, obteniendo una medalla de plata en la prueba de C2 500 m. Ganó una medalla de oro en el Campeonato Mundial de Piragüismo de 1979.

## Palmarés internacional
| Juegos Olímpicos   | Juegos Olímpicos | Juegos Olímpicos | Juegos Olímpicos |
| Año                | Lugar            | Medalla          | Evento           |
| ------------------ | ---------------- | ---------------- | ---------------- |
| 1980               | Moscú (URSS)     | Medalla de plata | C2 500 m         |
| Campeonato Mundial |                  |                  |                  |
| Año                | Lugar            | Medalla          | Evento           |
| 1979               | Duisburgo (RFA)  | Medalla de oro   | C2 500 m         |